# Sagues
Sagues és una localitat de Navarra pertanyent al municipi de Zizur Zendea. Està situada a la Merindad de Pamplona, a la Cuenca de Pamplona i a 7 km de la capital, Pamplona. La seva població el 2014 va ser de 41 habitants (INE).

## Ubicació
Sagues està situada a un quilòmetre de Gazolatz i sobre un alt, sent per la seva ubicació un lloc privilegiat de la Cendea.

## Història
Encara que en l'actualitat la localitat, així com el seu antic terme comunal, queda administrada directament per l'Ajuntament de Zizur, fins al 1990 era un dels consells que formaven Zizur Zendea; el 1990, amb una població de 9 habitants, va perdre la condició de consell. No obstant això, durant alguns anys del segle xvii, va ser elegit pels diputats de jurats de Zizur Zendea per a celebrar els batzarres al ser una de les més poblades de la Cendea. Igual que en altres pobles de la Cendea, diversos ordres religiosos van posseir en ella terres i béns. Va disposar d'un palau de Cap d'Armeria durant diversos segles i els seus habitants gaudien de privilegis reials.
En l'última dècada, l'ajuntament de Zizur Zendea i el Govern de Navarra, han promogut la construcció d'habitatges a Sagues, a les quals s'han desplaçat persones de nuclis més grans per a fixar la seva residència en aquesta localitat.

## Demografia
| Gràfica d'evolució demográfica de Sagues entre 1800 i 2018 |
|                                                            |

## Monuments
La seva església, dedicada a Sant Miquel, restaurada fa ja alguns anys, es disposa en estil protogòtico, amb una tipologia "que es va estendre per la Navarra rural cap a l'any 1200". Sobre una nau coberta per una volta de canó apuntada, els arcs faixons -també apuntats- la divideixen en tres trams, més llarg el que precedeix a l'altar major, amb una espècie de creuer a la capçalera compost per dues petites capelles laterals i l'absis semicircular cobert amb una volta de quadrant d'esfera. Els murs són de bon carreu. Disposa, com és habitual a les esglésies d'aquesta època a la comarca d'un pòrtic, similar en la seva planta als de les esglésies de Gazolatz i Larraia, però amb una factura més tosca, amb forts massissos.

## Comunicacions
| Eskualdeko Hiri Garraioa/Transport Urbà Comarcal |   |
| Taxi Iruñerria                                   |   |
| Zona                                             | B |
| Estaciones                                       |   |

## Festes i esdeveniments
Les festes patronals se celebren el cap de setmana més pròxim a Sant Miquel, que és el patró de la localitat.